# Pristimantis cedros
Pristimantis cedros é uma espécie de anfíbio anuro da família Strabomantidae. Está presente no Equador. A UICN classificou-a como quase ameaçada.